# Kolodium (lek galenowy)
Kolodium (farm. Collodium, syn. Collodium 4%, Collodionum, Collodium duplex) – preparat galenowy do użytku zewnętrznego, rodzaj kolodium, które sporządzane zostało według przepisu farmakopealnego. Jest przezroczystą cieczą o konsystencji syropu i zapachu eteru etylowego. Jeden z synonimów – Collodium duplex – nawiązuje dla odróżnienia od innych (w Polsce o znaczeniu historycznym) odmian kolodium o niższej lub wyższej zawartości koloksyliny (rodzaju nitrocelulozy): Collodium simplex (2%) oraz Collodium triplex (6%).
Jest stosowane w lecznictwie per se jako środek opatrunkowy (lakier) w niewielkich skaleczeniach, otarciach skóry. Stanowi także surowiec farmaceutyczny do przygotowania postaci leków recepturowych (płyny na odciski, lakiery dermatologiczne, m.in. lakier taninowy, płyn Nowikowa) oraz preparatów galenowych, m.in. farmakopealnego płynu na odciski (Solutio contra clavos).

## Skład
Kolodium, jako preparat galenowy jest ujęty w farmakopeach wielu krajów, nie ma jednak swojej monografii w Farmakopei Europejskiej. Monografie narodowe tego preparatu są niejednolite (różne składy).
W Polsce na stan obecny (2024) skład określa monografia szczegółowa ujęta w FP XIII (2023). Jest eterowo–alkoholowym (zwykle w stosunku wagowym 7:1) roztworem koloksyliny (zwanej także piroksyliną) o stężeniu 3,8–4,2%. Przy tych proporcjach rozpuszczalnika farmakopealny preparat zawiera 84% eteru oraz 12% alkoholu etylowego 96% i ma gęstość ok. 0,75 g/cm3.
Dla porównania w IX wydaniu FP był to stosunek wagowy 7:3, a we wcześniejszych wydaniach (FP IV – FP VI) był podany szczegółowo skład ilościowy (koloksylina 4 cz., eter 84 cz., etanol 95–96% 12 cz.).
Sposób otrzymywania samej koloksyliny (Colloxylinum) – gatunku farmaceutycznego, służącej do wytworzenia  kolodium został opisany szczegółowo w Farmakopei Polskiej III (1954).
Farmakopea Polska II (1937) podaje także monografię „kolodium sprężystego” – Collodium elasticum, syn. Collodium flexile, Collodium flexibile, które zawiera dodatek 3% oleju rącznikowego, ważną ze względów praktycznych (współcześnie często stosowane jako składnik leków recepturowych).
Przykład złożonego lakieru recepturowego do leczenia brodawek:

Rp.

Acidi salicylici                              
Acidi lactici            aa 3,0
Iodi puri                      0,1
Ol. Terebinthinae       0,8
Collodi elastici     ad 20,0
M.f.sol.

Inne składy
- Austria – Collodium według ÖAB 2008 zawiera 4% koloksyliny, 66% eteru etylowego oraz 30% etanolu[12].

- Francja – Collodion/Collodionum według FN 1994 zawiera 5% koloksyliny, 75% eteru etylowego oraz 20% etanolu[13].

- Niemcy – Collodium według DAC 2012/1 zawiera 4% koloksyliny, 60% eteru etylowego, 36% etanolu. Gęstość ok. 0,77 g/cm³[14][15][16]

- USA – Collodion według USP 29: zawiera nie mniej niż 5% koloksyliny (skład: 40 g koloksyliny, 750 ml eteru etylowego, 250 ml etanolu). Gęstość 0,765–0,775 g/cm³[17]